# Charles Heuzey
Pour les articles homonymes, voir Heuzey.
Charles Heuzey, né le 31 juillet 1876 à Paris en France et mort le 3 octobre 1938 au même lieu, est un homme politique français. Il est notamment député de la Nièvre de 1910 à 1914.

## Biographie
Petit-fils d'un ancien député de la Mayenne, Charles Lecomte, il est propriétaire. Il succède à son frère Pierre Heuzey en 1910 dans la Nièvre et est élu député dans l'arrondissement de Château-Chinon. Il s'inscrit à la gauche radicale.